# 苯基三氟化硫
苯基三氟化硫是一种有机化合物，化学式为C6H5SF3。它可由二苯基二硫醚和二氟化银反应制得。它和三氟化硼在无水氟化氢中反应，可以得到C6H5SF2+BF4−。它和苯甲醛反应，可以得到α,α-二氟甲苯和苯亚磺酰氟。